# Ptiolinites heidiae
Ptiolinites heidiae  (лат.) — ископаемый вид двукрылых насекомых рода Ptiolinites из семейства бекасницы (Rhagionidae). Нижний мел. Южная Англия (Purbeck Limestone Group, Durlston Formation, Durlston Bay, Swanage, Dorset). Один из древнейших видов мух.

## Описание
Длина крыла 2,7—2,8 мм, ширина 1—1,2 мм. Общая длина тела около 2,8 мм. Описание сделано по частично сохранившемуся телу тёмного цвета и одному крылу. Вид был впервые описан в 2000 году российским палеоэнтомологом М. Мостовским (Палеонтологический институт РАН, Москва), английскими и немецким палеонтологами Е. Яржембовским (E. A. Jarzembowski; Maidstone Museum & Art Gallery, Мейдстон, Кент; The University, Рединг, Великобритания), Р. Корэмом (R. A. Coram), и J. Ansorge (Institut fur Geologische Wissenschaften, Грайфсвальдский университет, Грайфсвальд, Германия) и назван в честь Хейди Корэм (Mrs Heidi Coram), нашедшей голотип.